# Kämmeritz
Kämmeritz (seit 1937; davor Cämmeritz) ist ein Ortsteil des Schkölener Stadtteils Hainchen im Saale-Holzland-Kreis in Thüringen.

## Geografie und Geologie
Links der Landesstraße 1071 von Eisenberg nach Naumburg und südlich von Hainchen am Rand des Ackerbaugebietes um Schkölen liegt Kämmeritz. Südlich des Weilers befindet sich ein Wäldchen.

## Geschichte
Am 6. Januar 1153 war die urkundliche Ersterwähnung des Weilers.